# کاشونیک (کاشاتاق)
کاشونیک (ارمنی: Քաշունիք؛ ترکی آذربایجانی: Aşağı Mollu) یک منطقهٔ مسکونی در جمهوری آرتساخ است که در استان کاشاتاق واقع شده‌است